# Sleep Is the Enemy
Sleep Is the Enemy är den  kanadensiska rockgruppen Danko Jones' tredje studioalbum, utgivet på CD och LP 2006 på skivbolaget Bad Taste Records. Samma år utgavs skivan även i Kanada av Aquarius Records och i USA av Razor & Tie Records.

## Låtlista
1. "Sticky Situation" – 2:35
2. "Baby Hates Me" – 3:27
3. "Don't Fall in Love" – 3:23
4. "She's Drugs" – 2:38
5. "The Finger" – 2:26
6. "First Date" – 3:11
7. "Invisible" (ft. John Garcia från Kyuss) – 3:23
8. "Natural Tan" – 2:51
9. "When Will I See You" – 3:26
10. "Time Heals Nothing" – 3:42
11. "Sleep Is the Enemy" – 2:25
12. "Choose Me" – 2:27 (bonuslåt på digipackversionen)

## Singlar

### Baby Hates Me
1. "Baby Hates Me" - 3:30
2. "Sticky Situation" - 2:36

### First Date
1. "First Date"
2. "First Date (US Radio Edit)"

### Don't Fall in Love
1. "Don't Fall in Love" - 3:26
2. "She's Drugs" - 2:39

## Listplaceringar
| Lista (2006)  | Topplacering |
| ------------- | ------------ |
| Schweiz       | 72           |
| Nederländerna | 57           |
| Belgien       | 77           |
| Sverige       | 8            |
| Finland       | 22           |
| Norge         | 39           |

### Fotnoter
1. ↑  ”Sleep Is the Enemy”. Discogs.com. http://www.discogs.com/Danko-Jones-Sleep-Is-The-Enemy/master/74557. Läst 5 maj 2012.
2. ↑  Placeringar på den schweiziska albumlistan
3. ↑  Placeringar på den holländska albumlistan
4. ↑  Placeringar på den belgiska albumlistan
5. ↑  Placeringar på den svenska albumlistan
6. ↑  Placeringar på den finska albumlistan
7. ↑  Placeringar på den norska albumlistan